# St. Mirren Football Club 2016-2017
Questa voce raccoglie le informazioni riguardanti il St. Mirren Football Club nelle competizioni ufficiali della stagione 2016-2017.

## Rosa
| N. |                        | Ruolo | Calciatore        |
| -- | ---------------------- | ----- | ----------------- |
| 1  | Scozia (bandiera)      | P     | Jamie Langfield   |
| 2  | Scozia (bandiera)      | D     | Jason Naismith    |
| 2  | Cipro (bandiera)       | D     | Stelios Dīmītriou |
| 3  | Scozia (bandiera)      | D     | Gary Irvine       |
| 4  | Scozia (bandiera)      | D     | Andy Webster      |
| 5  | Scozia (bandiera)      | D     | Ben Gordon        |
| 6  | Scozia (bandiera)      | D     | Gary MacKenzie    |
| 7  | Scozia (bandiera)      | A     | David Clarkson    |
| 8  | Scozia (bandiera)      | C     | Rocco Quinn       |
| 9  | Inghilterra (bandiera) | A     | John Sutton       |
| 10 | Scozia (bandiera)      | C     | Stevie Mallan     |
| 11 | Scozia (bandiera)      | C     | Calum Gallagher   |
| 11 | Scozia (bandiera)      | A     | Cammy Smith       |
| 12 | Scozia (bandiera)      | P     | Scott Gallacher   |
| 14 | Scozia (bandiera)      | C     | Kyle Hutton       |
| 15 | Scozia (bandiera)      | D     | Jack Baird        |
| 16 | Scozia (bandiera)      | C     | Tom Walsh         |
| 16 | Scozia (bandiera)      | A     | Rory Loy          |
| 17 | Scozia (bandiera)      | C     | Lewis Morgan      |

| N. |                        | Ruolo | Calciatore         |
| -- | ---------------------- | ----- | ------------------ |
| 18 | Scozia (bandiera)      | C     | Lewis McLear       |
| 19 | Scozia (bandiera)      | C     | Jordan Stewart     |
| 20 | Scozia (bandiera)      | A     | Ryan Hardie        |
| 20 | Scozia (bandiera)      | A     | Craig Storie       |
| 21 | Scozia (bandiera)      | P     | Billy O'Brien      |
| 22 | Scozia (bandiera)      | C     | Stephen McGinn     |
| 23 | Norvegia (bandiera)    | C     | Pål Fjelde         |
| 24 | Inghilterra (bandiera) | D     | Harry Davis        |
| 25 | Scozia (bandiera)      | A     | Lawrence Shankland |
| 25 | Inghilterra (bandiera) | C     | Josh Todd          |
| 29 | Scozia (bandiera)      | C     | Kyle McAllister    |
| 34 | Scozia (bandiera)      | C     | Kalvin Orsi        |
| 35 | Scozia (bandiera)      | C     | Darren Whyte       |
| 36 | Scozia (bandiera)      | C     | Connor O'Keefe     |
| 39 | Scozia (bandiera)      | D     | Andrew McDonald    |
| 40 | Scozia (bandiera)      | C     | Cameron MacPherson |
| 42 | Scozia (bandiera)      | C     | Kyle Magennis      |
| 44 | Inghilterra (bandiera) | D     | Adam Eckersley     |